# Прогресул (футбольный клуб)
«Прогресул» (рум. Fotbal Club Progresul Bucureşti) — румынский футбольный клуб из Бухареста, выступающий в Лиге IV.

## История
Клуб основан в 1944 году. Трёхкратный вице-чемпион Румынии — 1996, 1997, 2002. Двукратный бронзовый призёр — 1955, 1962. Клуб пять раз принимал участие в финале Кубке Румынии, но сумел выиграть трофей лишь однажды в 1960 году, обыграв в финале бухарестское «Динамо» (2-0). Команда пять раз принимала участие в еврокубках, но дальше третьего квалификационного раунда не сумела пройти ни разу. Самая крупная победа в евротурнирах была одержана в сезоне 1997/98 в Кубке кубков против уэльского «Кумбран Тауна» — 7-0 в гостях (дома «Прогресул» победил 5-2).
Среди известных игроков, выступавших за клуб стоит отметить Дуду Джорджеску, двукратного обладателя золотой бутсы, который является воспитанником футбольной школы клуба и выступал за него на протяжении четырёх сезонов с 1969 по 1972 год.
В 2007 году команда заняла предпоследнее, 17-е место в Лиге I и вылетела в Лигу II. В 2009 году «Прогресул» из-за финансовых проблем был переведён в Лигу IV.
Домашний ареной клуба является стадион «Кореши», вмещающий 500 зрителей. До финансовых проблем команда выступала на стадионе «Котроцени», вмещающем 14 542 мест.

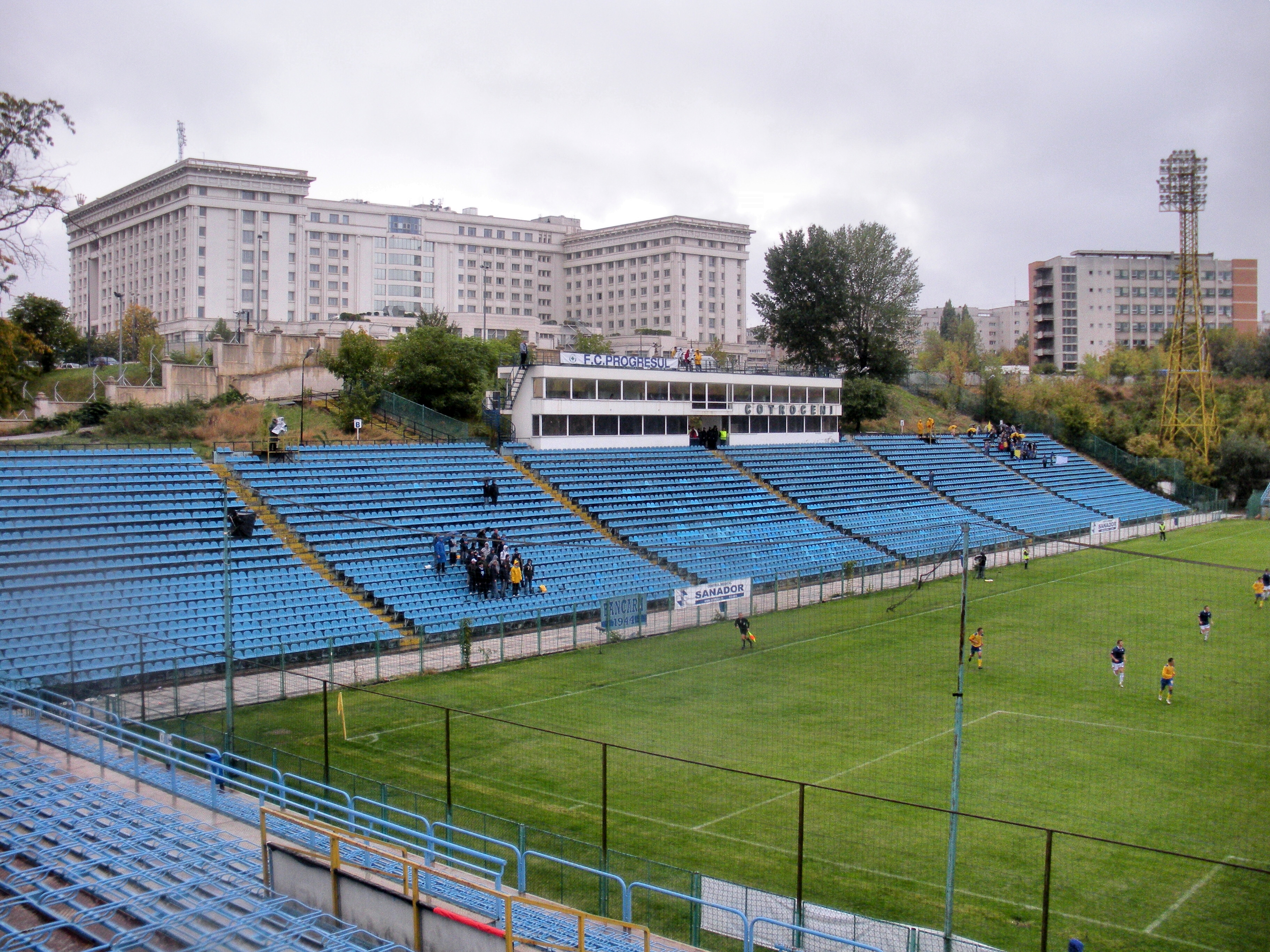
Старый стадион клуба

## История наименований клуба
- 1944—1948 — Ф.К. Б.Н.Р. Бухарест
- 1948—1950 — Ф.К. Г.M.С.
- 1949—1952 — Ф. К. Спартак Банк П.Р.Р.
- 1952—1953 — Ф. К. Спартак Файнейншил Банкинг
- 1954—1957 — Ф. К. Прогресул Файненшил Банкинг
- 1958—1977 — Ф. К. Прогресул Бухарест
- 1977—1987 — Ф. К. Прогресул Вулкан
- 1987—1988 — Ф. К. Прогресул Войнта
- 1988—1989 — Ф. К. Прогресул Энерги
- 1989—1991 — Ф. К. Прогресул Иглз ИМУК
- 1991—1994 — Ф. К. Прогресул Бухарест
- 1994—2007 — Ф. К. Национал Бухарест
- 2007-н.в. — Ф. К. Прогресул Бухарест

## Выступление клуба в еврокубках
- 1R = первый раунд
- 2R = второй раунд
- Q = квалификационный раунд

| Сезон   | Турнир          | Раунд | Страна                            | Клуб                | Счёт     |
| ------- | --------------- | ----- | --------------------------------- | ------------------- | -------- |
| 1961/62 | Кубок кубков    | 1/8   | Флаг Португалии                   | Лейшойнш            | 1-1, 0-1 |
| 1996/97 | Кубок УЕФА      | 2Q    | Флаг Союзной Республики Югославия | Партизан            | 0-0, 1-0 |
| 1996/97 | Кубок УЕФА      | 1R    | Флаг Украины                      | Черноморец (Одесса) | 0-0, 2-0 |
| 1996/97 | Кубок УЕФА      | 2R    | Флаг Бельгии                      | Брюгге              | 0-2, 1-1 |
| 1997/98 | Кубок кубков    | Q     | Флаг Уэльса                       | Кумбран Таун        | 5-2, 7-0 |
| 1997/98 | Кубок кубков    | 1R    | Флаг Турции                       | Коджаэлиспор        | 0-2, 0-1 |
| 1998    | Кубок Интертото | 1R    | Флаг Израиля                      | Хапоэль (Хайфа)     | 3-1, 2-1 |
| 1998    | Кубок Интертото | 2R    | Флаг Греции                       | Ираклис             | 1-3, 3-0 |
| 1998    | Кубок Интертото | 3R    | Флаг Италии                       | Болонья             | 0-2, 3-1 |
| 2002/03 | Кубок УЕФА      | Q     | Флаг Албании                      | Тирана              | 1-0, 2-2 |
| 2002/03 | Кубок УЕФА      | 1R    | Флаг Нидерландов                  | Херенвен            | 3-0, 0-2 |
| 2002/03 | Кубок УЕФА      | 2R    | Флаг Франции                      | Пари Сен-Жермен     | 0-2, 0-1 |

## Достижения
- Серебряный призёр чемпионата Румынии (3): 1996, 1997, 2002
- Бронзовый призёр чемпионата Румынии (2): 1955, 1962
- Обладатель Кубка Румынии: 1960
- Финалист Кубка Румынии (4): 1958, 1997, 2003, 2006